# Steröd vatten
Steröd vatten är en sjö i Lilla Edets kommun i Bohuslän och ingår i Bäveåns huvudavrinningsområde.